# ナルディ

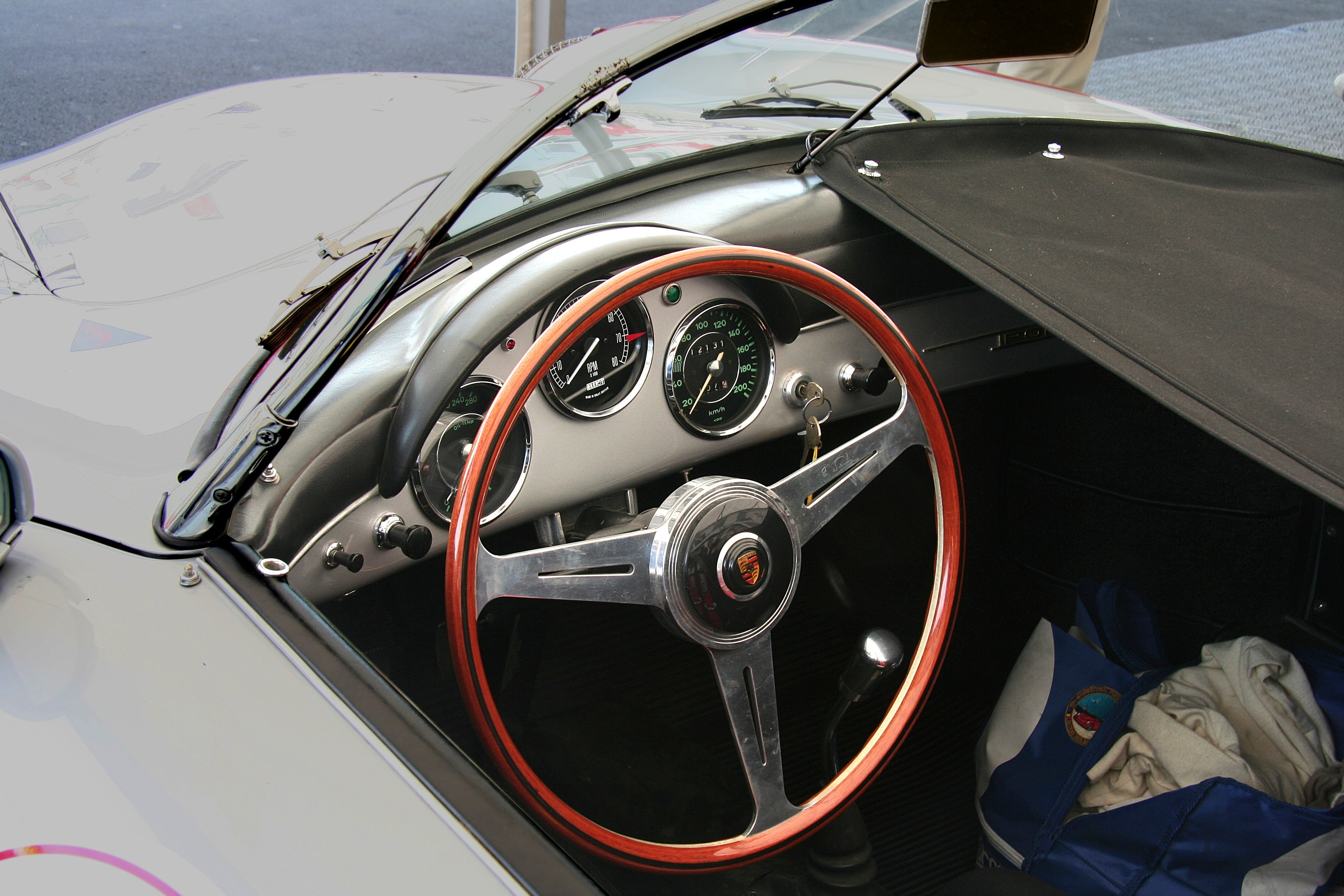
ポルシェ・356に装着されたナルディ製品（純正タイプ）

ナルディ（Nardi ）は、イタリアのロンバルディア州ヴァレーゼ県トラダーテに本社を置く自動車部品メーカーである。ステアリング・ホイールやシフトノブなどを製造している。
市場には偽物が存在しており、2012年5月1日より5桁のシリアルナンバーで正規品の是非を確認するシステムが導入されている。
日本での代理店はエフイーティー。

## 歴史
- 1907年 - イタリアのボローニャで創業者エンリコ・ナルディ（Enrico Nardi）が生まれた。
- 1932年 - エンリコ・ナルディとレナート・ダネーゼ（Renato Danese）により設立される。
- 1952年 - ステアリングホイールがペガソに採用される。
- 1996年 - エンリコ・ナルディが死去する。